# Борисовская (Ленский район)
Борисовская — деревня в Ленском районе Архангельской области. Входит в состав Козьминского сельского поселения.

## География
Находится в юго-восточной части Архангельской области на расстоянии приблизительно 4 км на юг-юго-восток по прямой от села Лена в пойме Вычегды.

## История
В 1859 году здесь (деревня Яренского уезда Вологодской губернии) было учтено 8 дворов.

## Население
Численность населения: 48 человек (1859 год), 6 (русские 100 %) в 2002 году, 0 в 2010.